# Beat 'Em & Eat 'Em
Beat 'Em & Eat 'Em es un videojuego pornográfico desarrollado para Atari 2600 por la compañía Mystique. A pesar de haber sido un fracaso comercial en ventas poco después de su lanzamiento en 1982, debido a su naturaleza sexual gráfica explícita logró generar seguidores de culto e infamia, al igual que otros títulos de Mystique como Custer's Revenge.

## Sistema de juego
En el un jugador controla a dos mujeres desnudas que se desplazan lateralmente debajo de un edificio en cuya terraza se encuentra un hombre con un pene notablemente largo. Mientras este se masturba constantemente desde el techo, el jugador deberá movilizar al par de mujeres en el suelo para lograr que estas consuman el semen que cae desde la parte superior, en el videojuego representado como pequeñas gotas amarillas. Cuando se atrapa todo el semen, las dos mujeres miran hacia adelante y lamen sus labios. De lo contrario si el semen cae al suelo, se pierde un turno. La mecánica simple del videojuego imita a la de otros títulos como Kaboom!, en el que el objetivo es atrapar objetos que caen, arrojados por un personaje que se mueve más rápido que aquellos controlados por el jugador. Si se logra una puntuación de 69, y cada 69 puntos (138 puntos, 207 puntos , 276 puntos , etcétera), se obtiene una vida extra.

## Otras versiones
Luego del lanzamiento de Beat 'Em & Eat 'Em, la compañía Playaround, formada a partir de la quiebra de Mystique, dio a conocer una nueva versión  llamada Philly Flasher que tenía la particularidad de tener a dos protagonistas masculinos en lugar de dos mujeres. El jugador debe controlador dos prisioneros con sus penes erectos mientras intentan atrapar gotas de leche materna con sus bocas, desprendidas de los pechos de una bruja la cual se ubica en la cornisa del edificio. La mecánica y la jugabilidad de esta versión son idénticas a las del original, salvo que si se logra el objetivo los prisioneros se masturbarán y eyaculararán.
Philly Flasher fue lanzada en formato de cartucho doble junto con el videojuego Cathouse Blues, también para Atari 2600.